# Тринадцатый Доктор
Тринадцатый Доктор (англ. Thirteenth Doctor) — воплощение Доктора, главного персонажа британского научно-фантастического телесериала «Доктор Кто». Впервые является женщиной.
Доктор является представителем внеземной расы Повелителей Времени с планеты Галлифрей, который при помощи пространственно-временного устройства ТАРДИС путешествует через время и пространство, чаще всего со спутниками. Когда Доктор получает значительные увечья, по его желанию тело может «регенерировать», однако при каждом новом воплощении его внешность и характер меняются (память и сущность остаются прежними). Эта возможность позволила отображать Доктора различными актёрами и сохранить тем самым сериал с 1963 года.
30 января 2017 года Би-би-си анонсировала, что шотландский актёр, лауреат премии «Оскар» Питер Капальди, игравший роль Двенадцатого Доктора на протяжении четырёх лет, покинет основной состав сериала. 16 июля 2017 года было официально объявлено, что роль Тринадцатого Доктора исполнит английская актриса Джоди Уиттакер. В 2021 году было объявлено, что 13 сезон станет последним для Джоди Уиттакер. В специальном выпуске 13 сезона Тринадцатый Доктор регенерировала в Четырнадцатого Доктора в исполнении Дэвида Теннанта.

## История и возможные кандидаты на роль Тринадцатого Доктора
30 января 2017 года стало известно, что Питер Капальди, который исполнял роль Двенадцатого Доктора, появился в радиопередаче на BBC Radio 2, в которой заявил, что десятый сезон будет для него последним в этом качестве и появился вопрос о том, кто будет исполнять роль Тринадцатого Доктора. Перевоплощение Двенадцатого Доктора в Тринадцатого произошло в рождественском эпизоде в 2017 году. Вместе с Питером Капальди сериал покинул и Стивен Моффат, один из главных создателей концепции сериала, возрождённого в 2005 году. По словам Стивена Моффата, уход Питера Капальди и Двенадцатого Доктора не должен был совпасть со сменой группы создателей — заменой Стивена Моффата на Криса Чибнелла. Крис Чибнелл пытался уговорить Питера Капальди остаться, но тот поддержал тенденцию своих предшественников, Дэвида Теннанта и Мэтта Смита.
Рассел Т. Дэвис, предыдущий шоураннер телесериала, в июне 2017 года заявил, что кастинг тогда уже состоялся, не раскрыл пол Тринадцатого Доктора, но намекнул, что он будет моложе предыдущего; кроме того, вместе с новым Доктором будет и новая система эпизодов: единственная продолжительная сюжетная линия. При этом в апреле 2017 года Би-би-си заявляла, что Доктор не будет женщиной.
Питер Капальди в интервью британской газете Daily Mirror заявил, что следующим Доктором должна быть женщина. Кандидаткой он видел Френсис де ла Тур, хорошо известную в Великобритании по роли в телесериале 70-х «Сдаётся комната» (Rising Damp). Её кандидатуру также поддержала лейбористка Харриет Харман: «Конечно, женщина должна появиться в роли Доктора Кто, но вот что важно: нам нужен мужчина на роль помощника Доктора».
Предсказания букмекеров, согласно ставкам, были таковы: возглавляла как общий, так и «женский» список претендентов Тильда Суинтон (7/2), причём с большим отрывом от своих преследователей. В общем списке за ней следовали Крис Маршалл (4/1), Оливия Коулман (5/1), Максин Пик (8/1), Бен Уишоу (10/1), Ричард Айоади (10/1) и другие.

### Кастинг женщины
После объявления о том, что Стивен Моффат покинет шоу в декабре 2017 года и будет заменён новым шоураннером Крисом Чибнеллом, это решение привело к предположению, что произойдёт одно из двух: Питер Капальди уйдёт с роли Двенадцатого Доктора после предыдущего сезона или вместе с Моффатом. За месяц до этого Капальди заявил: «Это может быть мой последний год, это ужасно, я люблю Доктора Кто, но это обособленный мир, и я хочу делать другие вещи. Наступит время, когда всё закончится, но я знал это, когда начал. С самого начала я думал о своей регенерационной сцене, это мой страшный, подверженный меланхолии характер, когда вы принимаете работу, которую знаете, что наступит день, неизбежно, когда вы попрощаетесь».
30 января 2017 года Капальди подтвердил, что десятый сезон будет его последним. О своём решении уйти Капальди заявил, что, несмотря на свою огромную любовь к шоу, он не знал, сможет ли он показывать свою лучшую игру, если будет слишком долго оставаться в роли. После его объявления несколько СМИ и букмекеры стали теряться в догадках, кто заменит Капальди в качестве Тринадцатого Доктора; фаворитами букмекеров были Бен Уишоу, Фиби Уоллер-Бридж, Крис Маршалл и Тильда Суинтон.
Концепция женщины-Доктора впервые обсуждалась в 1980-х годах, когда продюсер Джон Натан-Тёрнер обсуждал возможность взятия на роль женщины как Шестого Доктора, чтобы заменить уходящего Пятого Доктора, роль которого исполнял Питер Дэвисон. В октябре 1986 года, во время представления последнего сезона Колина Бейкера в качестве Шестого Доктора, создатель сериала Сидни Ньюман написал главе BBC Майклу Рангу, прося взять на себя роль исполнительного директора шоу, с планом вернуть Второго Доктора актёра Патрика Траутона, чтобы «остепенить ТАРДИС», и с предположением, что «на более позднем этапе Доктор Кто должен быть превращён в женщину». Фрэнсис де ла Тур, Джоанна Ламли и Дон Френч рассматривались как возможные кандидаты. В результате шотландский актёр Сильвестр Маккой был выбран на замену Бейкеру. Позднее Ламми появилась как сатирическая версия Тринадцатого Доктора в 1999 году в передаче Comic Relief в пародии Проклятие Смертельной Смерти. Арабелла Вейр также сыграла альтернативного Третьего Доктора в эпизоде «Доктор Кто Освобождённый» аудиодрамы Изгнанник компании Big Finish. Ни тот, ни другой образ, как правило, не считается частью главной последовательности шоу. До возвращения шоу Джуди Денч была одной из актрис, которые считались претендентами на роль Девятого Доктора, и Хелен Миррен была предложена в качестве потенциальной кандидатки для роли Двенадцатого Доктора.
Концепция возможности смены пола Повелителем Времени при регенерации была внедрена в течение срока пребывания Моффата в качестве шоураннера. В эпизоде «Жена Доктора» в 2011 году Доктор вспоминает знакомого Повелителя Времени, известного как «Корсар», у которого было по крайней мере два женских воплощения. В 2013 году в короткометражном «Ночь Доктора» Сестричество Карна предлагает умирающему Восьмому Доктору (исполнил Пол Макганн) надзор за его неизбежной регенерацией, в «мужчину или женщину», преподносимых как перспективу. Также с восьмого сезона вернулся Мастер, который в период между четвёртым и седьмым сезонами успел регенерировать в женщину и стал называть себя Мисси. В серии «С дьявольским упорством» в женщину регенерировал Генерал после выстрела Доктора.

### Кастинг Джоди Уиттакер
14 июля 2017 года было объявлено, что исполнитель роли Тринадцатого Доктора будет раскрыт после финала Уимблдона среди мужчин 16 июля 2017 года. Сразу после анонса сериала «Смерть в раю» актёр Крис Маршалл был фаворитом букмекеров в 4/6, хотя спустя двадцать четыре часа после этого Джоди Уиттакер, известная своей ролью Бет Латимер в криминальной драме Криса Чибнелла «Убийство на пляже», стала фаворитом в 5/4. Уиттакер была впоследствии объявлена 16 июля в качестве Тринадцатого Доктора и дебютирует в специальном рождественском выпуске 2017 года «Дважды во времени».

## Реакция общественности
Сразу после объявления Джоди Уиттакер в роли Тринадцатого Доктора британский журнал «Radio Times» провёл опрос среди 12 000+ зрителей, который показал, что, в целом, мнение насчёт первого Доктора-женщины преимущественно положительное. Против такой идеи высказались только 15 %. 42 % сочли решение «великолепным», а 43 % ответили, что не хотят делать поспешных выводов и сначала дождутся первой серии с Джоди в роли Доктора.
Также своё мнение высказали и некоторые из «старых» Докторов. Так, например, Питер Дэвисон (Пятый Доктор) отнёсся к этой новости с пониманием, но без энтузиазма. На Комик-Коне в Сан-Диего он сказал: «Если у меня и есть сомнения, то оттого, что теперь не будет примера подражания у мальчиков, для которых, как мне кажется, „Доктор Кто“ очень важен. Поэтому мне немного грустно, но смысл я понимаю».
Колин Бейкер (Шестой Доктор) сразу ответил на его слова: «Чтобы быть примером подражания, необязательно быть какого-то конкретного пола. Неужели недостаточно быть просто человеком? У мальчиков пример и так был уже полсотни лет. Так что извини, Питер, но ты городишь чушь, полную чушь».
Также свою точку зрения высказала актриса Карен Гиллан, известная по роли Эми Понд. По её словам, она была безумно рада слышать эту новость, так как столь радикальные перемены, по её мнению, идеально помогут придать сериалу новую свежесть. «Да, Джоди! Да! Вперёд, йеее! Доктор-женщина! Как же здорово!» — сказала Карен Entertainment Weekly.

## Появления
Персонаж дебютировал в «Дважды во времени», специальном рождественском выпуске 2017 года.

## Личность

### Имидж
Основной костюм Тринадцатого Доктора, впервые продемонстрированный на промо-фото в ноябре 2017 года, состоит из светло-фиолетового плаща, темно-синей футболки, а также коричневых сапог и укороченных синих штанов-кюлотов с подтяжками.
Тринадцатый Доктор использует новую звуковую отвёртку, существенно отличающуюся по дизайну от отвёртки Двенадцатого Доктора. Впервые она была продемонстрирована 19 июля 2018 года на Comic-Con International 2018. Отвёртка была собрана Доктором в эпизоде «Женщина, которая упала на Землю» из подручных материалов: в частности, её корпус был изготовлен из переплавленных стальных ложек. Сама же Повелительница Времени назвала свой инструмент «звуковым швейцарским армейским ножом».

### Характер
В эпизоде «Дважды во времени», непосредственно после регенерации, Доктор отреагировала на свой новый облик достаточно оптимистично, заявив: «Ох, блеск!»
Сама Джоди Уиттакер рассказывала в интервью журналу Entertainment Weekly, что Тринадцатый Доктор «полна надежды и восторга». В том же выпуске Крис Чибнелл назвал Доктора «бодрой, забавной, дружелюбной, непредвзятой, энергичной».
По сравнению со своим предыдущим воплощением, Доктор обладает более мягким и терпеливым характером, а также склонна открыто проявлять сострадание. Также её отличает оптимизм и вера в лучшую сторону любого существа, будь то человек или инопланетянин. Несмотря на стремление решить до последнего любой конфликт мирным путём, Тринадцатая не брезгует обращать оружие своих врагов против них, даже если это может привести к смерти.

## Регенерация
Регенерация Двенадцатого Доктора (Питер Капальди) в Тринадцатого произошла в рождественском эпизоде «Дважды во времени», который был показан в эфире BBC One 25 декабря 2017 года. В финале эпизода Доктору возвращают воспоминания о Кларе Освальд (Дженна Коулман). Также он прощается со своей первой инкарнацией (Дэвид Брэдли), Билл Поттс (Пёрл Маки) и Нардолом (Мэтт Лукас). Двенадцатый Доктор возвращается в ТАРДИС и регенерирует.
Регенерация приводит к возникновению неисправности в системах ТАРДИС, поэтому попытка только что регенерировавшего Доктора запустить двигатель провоцирует взрыв и заставляет корабль материализоваться над Шеффилдом. Потеряв контроль над своей машиной времени, Доктор выпадает наружу и летит навстречу городу…